# Palmer (Film)
Palmer ist ein Filmdrama von Fisher Stevens, das Ende Januar 2021 auf Apple TV+ erschienen ist.

## Handlung
An der Highschool war Eddie Palmer noch der große Footballstar, doch er ist schon lange kein Held mehr. Wegen Raubes und Körperverletzung verbrachte er 12 Jahre in einem Staatsgefängnis. Nach seiner Entlassung kehrt er zurück in seine Heimatstadt Louisiana und zieht wieder zu seiner Großmutter Vivian, bei der er aufwuchs. Er ist bereit, nochmal ganz von vorne anzufangen. Seine Großmutter kann sich nicht wirklich um ihn kümmern, denn die meiste ihrer Energie verwendet sie auf Sam, einen Jungen, der mit seiner Mutter Shelly in einem Wohnwagen auf dem Nachbargrundstück lebt.
Eddie Palmer freundet sich nur zögerlich mit dem Siebenjährigen aus schwierigen familiären Verhältnissen an. Dann aber verschwindet Shelly, und als auch noch seine Großmutter stirbt, gibt es im Leben von Sam nur noch Eddie, der sich um ihn kümmern könnte. Der Junge verhält sich völlig anders als andere Jungen in seinem Alter, spielt am liebsten mit Puppen und interessiert sich sehr für Prinzessinnen. Auch Palmers Freunde finden den Jungen sonderbar.
Der einzige Job, den Palmer bekommen hat, ist der als Hausmeister an Sams Schule. So kann er ihn Tag und Nacht im Auge behalten, aber auch Sams Lehrerin Miss Maggie, eine attraktive, geschiedene Frau, die es Palmer angetan hat.

## Produktion
Regie führte Fisher Stevens. Das Drehbuch schrieb Cheryl Guerriero.
Justin Timberlake ist in der Titelrolle von Eddie Palmer zu sehen. In weiteren Rollen sind June Squibb als seine Großmutter Vivian Palmer, Juno Temple, Alisha Wainwright und Ryder Allen zu sehen.
Die Filmmusik komponierte Tamar-kali.
Der erste Trailer wurde im Dezember 2020 vorgestellt. Am 29. Januar 2021 wurde der Film in das Programm von Apple TV+ aufgenommen.

## Rezeption

### Altersfreigabe
In den USA erhielt der Film von der MPAA ein R-Rating, was einer Freigabe ab 17 Jahren entspricht.

### Kritiken
Von den bei Rotten Tomatoes aufgeführten Kritiken sind 72 Prozent eher positiv.

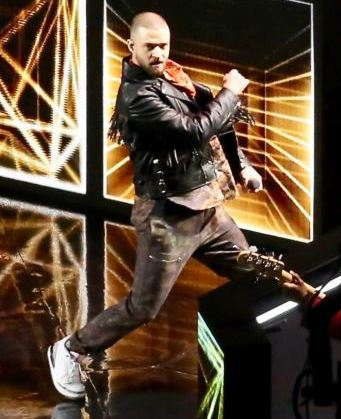
Justin Timberlake spielt im Film Eddie Palmer

Bilge Ebiri von Vulture schreibt, der Regisseur Fisher Stevens und die Drehbuchautorin Cheryl Guerriero wüssten ganz genau, wie man beim Zuschauer die Knöpfe drückt. So fühle man sich einerseits mit Sam verbunden, andererseits auch mit Eddie, und wieder andererseits gebe es auch ein paar Figuren, denen man am liebsten ins Gesicht schlagen würde. Justin Timberlake sei kein schlechter Schauspieler, und es helfe der von ihm gespielten Figur, dass er gerne anzuschauen ist und eine Art von unglaublicher Freundlichkeit ausstrahlt, auch wenn dies vielleicht nicht genau das ist, was die Rolle verlangt, da Eddie in dieser unterernährten Geschichte sein Innenleben preisgeben muss, um den Zuschauer in diese Welt hineinzuziehen. Insgesamt sei Palmer kein schlechter Film, so Ebiri, er habe das Herz am rechten Fleck und ein paar bewegenden Momenten, auch wenn er durchaus hätte mehr sein können.
David Ehrlich von IndieWire bemerkt, abgesehen von einer familiären Situation, die eigentlich die Mitarbeiter des Child Protective Services auf den Plan rufen müsste, scheine Sams anderes großes Problem sein gelegentliches Desinteresse an männlichen Geschlechtsnormen zu sein, wenn er mit Puppen spielt, imaginäre Teepartys veranstaltet und davon träumt, eine Prinzessin wie sie in seinem Lieblings-Cartoon zu sein. Seine Umgebung respektiere jedoch sein Anderssein. Eddie Palmer befürchte, Sam könne wegen dieser weiblichen Seite auf Ablehnung stoßen, was ihm das Leben noch schwerer machen würde, als es eh schon für ihn ist. Dennoch trete er für ihn ein, wenn er zwei Typen verprügelt und einem Mobber an seiner Schule auf die Pelle rückt. Solche Handlungen seien jedoch nicht von Hass motiviert, denn selbst die gewalttätigsten Begegnungen würden von dem bestimmt, wofür Palmer kämpft, und nicht von dem, gegen das er kämpft, so Ehrlich, auch wenn dies nur wie ein semantischer Unterschied klingen mag.

### Auszeichnungen
Critics’ Choice Movie Awards 2021
- Nominierung als Bester Jungdarsteller (Ryder Allen)[13]